# 菟田野町立宇太小学校
菟田野町立宇太小学校（うたのちょうりつうたしょうがっこう）とはかつて奈良県旧菟田野町（現宇陀市）にあった公立小学校。

## 沿革
- 1874年 - 第3大学区第14中学区第117番小学精成館として開校。その後、宇太尋常高等小学校となる[1]。
- 1935年 - 火災により校舎が全焼。その後地元住民らの協力で再建[1]。現在残っている建物はこの時に建設されたもの[2]。
- 1963年 - グランドピアノや約20台のオルガンが寄贈される。現在でも壊れておらず弾くことができる[1]。
- 1974年 - 創立100周年記念式挙行[3]。
- 2006年3月末 - 閉校。取り壊し計画が持ち上がる[2]。
- 2012年 - 「NPO法人宇陀カエデの郷づくり」が宇陀市より校舎の譲渡を受ける[2]。
- 2013年 - 一部リニューアルして「奈良カエデの郷ひらら」がオープンする[2]。

## 周辺
- 宇太水分神社 中宮
- 菟田野郵便局
- 旧米谷家住宅
- 菟田野古屋谷児童公園
- 宇陀市立菟田野小学校
- 大山衹神社

## アクセス
- 名阪国道から 針ICから南へ国道369号を南下、奈良県道218号内牧菟田野線を経て約30分[4]。
- 国道166号線から水分大橋左折後1分[4]。
- 近鉄大阪線榛原駅下車。奈良交通バス南口4番のりば菟田野行または東吉野役場行きで古市場・水分神社下車、その後徒歩3分[4]。